# أليسا فرح
أليسا ألكسندرا فرح (بالإنجليزية: Alyssa Alexandra Farah)‏ هي مستشارة سياسية أمريكية ولدت في يوم 15 يونيو 1989 في لوس أنجلوس في كاليفورنيا. والدها هو الصحفي جوزيف فرح. شغلت منصب مديرة الاتصالات الإستراتيجية للبيت الأبيض من أبريل 2020 وحتى ديسمبر 2020.